# Cydistomyia shaka
Cydistomyia shaka är en tvåvingeart som beskrevs av Usher 1970. Cydistomyia shaka ingår i släktet Cydistomyia och familjen bromsar. Inga underarter finns listade i Catalogue of Life.